# Вулі
Вулі — один з 4 районів округу Верхня Річка Гамбії. Населення — 35 856 (2003). Фульбе — 17,33 %, мандінка — 62,66 %, 0,06 % — волоф (1993).